# Rima Abdelli
Pour les articles homonymes, voir Abdelli.
Rima Abdelli, née le 24 février 1988 à Médenine, est une athlète handisport tunisienne, active dans les épreuves de lancer du poids dans la catégorie F40.
Lors des championnats du monde d'athlétisme handisport 2015 à Doha, elle remporte une médaille de bronze,.
À l'occasion des Jeux paralympiques d'été de 2016 à Rio de Janeiro, elle remporte une médaille d'argent. Durant les championnats du monde 2017 à Londres, elle remporte une médaille d'or au lancer du javelot F40,.